# Himmelske Konung

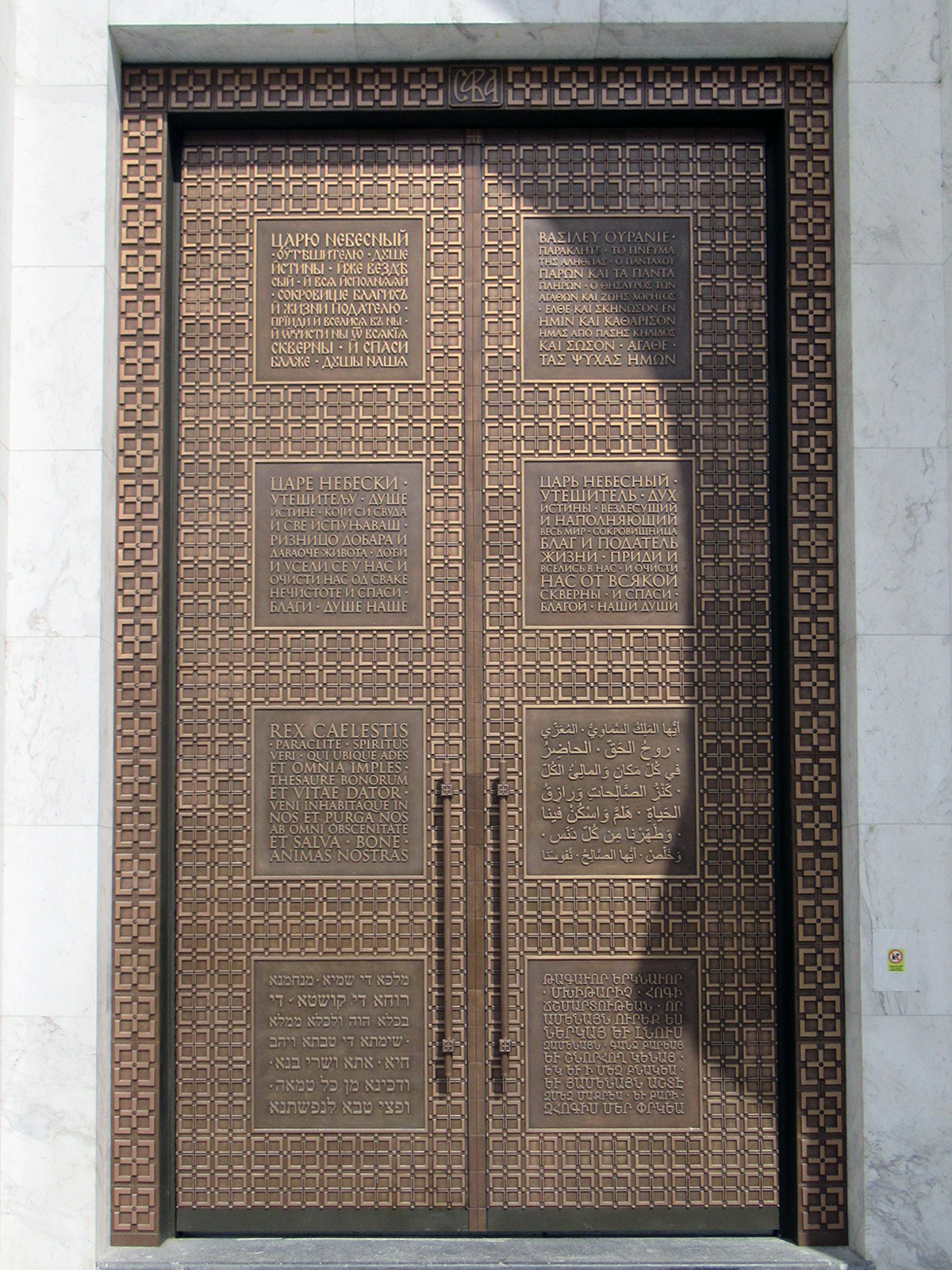
Dörr till Sankt Savas kyrka i Belgrad, Serbien med Himmelske Konung på kyrkslaviska, grekiska, serbiska, ryska, latin, arabiska, hebreiska och armeniska.

Himmelske Konung (kyrkslaviska: Царю̀ небе́сный; grekiska: Βασιλεῦ Οὐράνιε) är en östlig ortodox kristen bön till Den Helige Ande.
Bönen ingår bland annat i morgonbönerna i östortodoxa bönböcker.

## Bönen på olika språk

### Svenska
''Himmelske Konung, Tröstare, Du sanningens Ande, som är allstädes närvarande och upfyller allt, det godas Skatt och livets Givare, kom och tag Din boning i oss och rena oss från allt ont och fräls o Gode, våra själar.''

### Kyrkslaviska

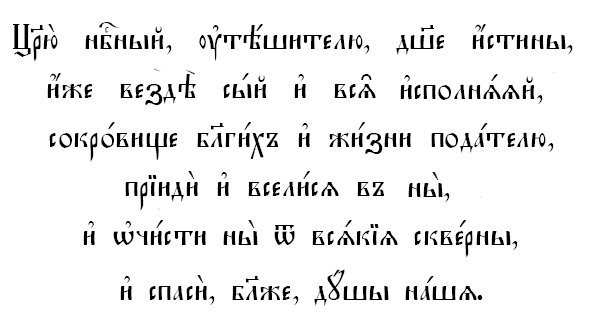

### Serbiska[3]
- Kyrilliska: ''Царе небески, Утешитељу, Душе Истине, који си свуда присутан и све испуњаваш, Ризнице добара и Даваоче живота, дођи и усели се у нас и очисти нас од сваке нечистоте и спаси, Благи, душе наше.''

- Latinska: ''Care nebeski, Utešitelju, Duše Istine, koji si svuda prisutan i sve ispunjavaš, Riznice dobara i Davaoče života, dođi i useli se u nas i očisti nas od svake nečistote i spasi, Blagi, duše naše.''

### Grekiska[5]
''Βασιλεῦ οὐράνιε, Παράκλητε,  τὸ Πνεῦμα τῆς ἀληθείας, ὁ πανταχοῦ παρών, καὶ τὰ πάντα πληρῶν, ὁ θησαυρὸς τῶν ἀγαθῶν, καὶ ζωῆς χορηγός, ἐλθὲ καὶ σκήνωσον ἐν ἡμῖν, καὶ καθάρισον ἡμᾶς ἀπὸ πάσης κηλῖδος, καὶ σῶσον, Ἀγαθέ, τὰς ψυχὰς ἡμῶν.''

### Engelska[1]
''O Heavenly King, Comforter, Spirit of Truth, Who art everywhere present and fillest all things, Treasury of good things, and Giver of life: come and abide in us, and cleanse us from every sin, and save our souls, O Good One.''